# Президентские выборы на Украине (2019)
Президентские выборы 2019 года на Украине — седьмые (очередные) выборы президента Украины; проводились в два тура: 31 марта и 21 апреля 2019 года. Победу одержал Владимир Зеленский.
Первый тур выборов, в соответствии с постановлением Верховной рады, прошёл 31 марта 2019 года. Лидером голосования стал Владимир Зеленский, но, поскольку ему не удалось набрать более 50 % голосов, был назначен второй тур.
Второй тур выборов состоялся 21 апреля 2019 года. В нём участвовали Владимир Зеленский и Пётр Порошенко. По результатам обработки 100 % бюллетеней большинство голосов (73,23 %) набрал Зеленский. Действующий президент Порошенко признал поражение.

## Избирательная система
Президент Украины избирается на пятилетний срок в общенациональном мажоритарном округе. Для участия в выборах в качестве кандидата гражданин Украины должен быть старше 35 лет, владеть украинским языком, постоянно проживать на территории страны в течение 10 лет перед днём выборов и не может иметь двойного гражданства. Одно лицо не может занимать пост президента больше двух сроков подряд. Кандидатов могут номинировать зарегистрированные политические партии, коалиции партий, а также возможно самовыдвижение. Регистрация начинается с момента официального объявления избирательной кампании и заканчивается за 55 дней до дня выборов. Каждый кандидат должен внести залог в размере 2,5 миллиона гривен. Избирательный залог возвращается незарегистрированным кандидатам, победителю выборов, а также кандидату, вышедшему во второй тур. В избирательном бюллетене фамилии зарегистрированных кандидатов располагаются в алфавитном порядке. Для победы на выборах кандидату необходимо набрать более 50 % действительных голосов избирателей. Если ни один кандидат не получил необходимой поддержки в первом туре голосования, то через три недели после первого тура назначается второй тур, в котором участвуют два кандидата, набравшие наибольшее количество голосов.
Избирательная администрация разделена на три уровня: Центральная избирательная комиссия (ЦИК), 225 окружных избирательных комиссий (ОИК) и около 30 000 участковых избирательных комиссий (УИК). Однако некоторые из ОИК и ТИК, расположенных на неподконтрольных правительству Украины территориях, не будут сформированы. Так, на президентских выборах 2014 года были организованы только 213 ОИК. Голосование будет проведено также в 105 дипломатических и консульских представительствах Украины в 72 странах.
ЦИК Украины — это независимый, работающий на постоянной основе институт, ответственный за общую организацию и проведение выборов. В ЦИК входят 17 человек, назначаемых парламентом на семилетний срок на основе предложений президента. ОИК отвечают за организацию выборов в соответствующих округах, включая создание УИК, обеспечение их административной поддержкой, контроль за формированием списков избирателей, регистрацию наблюдателей и подведение итогов голосования в округе. ОИК создаются не менее чем за сорок дней до дня выборов и состоят из 12 членов на основе предложений всех кандидатов, участвующих в президентских выборах. УИК создаются не менее чем за 18 дней до дня голосования и могут включать в свой состав от 10 до 18 членов в зависимости от числа избирателей, приписанных к участку.
Все граждане, достигшие 18 лет на день выборов, имеют право принять участие в голосовании. Лица, признанные психически недееспособными решением суда, лишены права голоса. Регистрация избирателей является пассивной и основана на централизованном Государственном реестре избирателей. Не менее чем за 14 дней до выборов УИК должны опубликовать списки избирателей для общественного контроля. Граждане имеют право проверить актуальность и полноту списка избирателей на своём УИК, в том числе с использованием сети интернет, и запросить внесения изменений при необходимости. Регистрация в день выборов запрещена. Граждане, не имеющие возможности проголосовать на УИК по месту жительства, например, внутренне перемещённые лица, зарегистрированное число которых превышает 1,5 млн, могут поменять УИК для голосования.
Общее количество избирателей на территории страны на 30 ноября 2018 года составило 35 622 943 человека. Ещё около 522 тысяч граждан зарегистрировались по месту пребывания в других странах и получат право проголосовать в консульствах и посольствах Украины.
Кандидаты могут начинать избирательную агитацию на следующий день после регистрации Центральной избирательной комиссией Украины. Предвыборная кампания оканчивается в последнюю перед днём выборов пятницу (29 марта на выборах 2019 года). Агитация перед вторым туром возобновляется в день объявления о проведении второго тура и заканчивается в последнюю перед днём голосования пятницу. Закон о выборах предусматривает обеспечение равных возможностей для агитации всех кандидатов, включая доступ к помещениям для агитации и местам, предназначенным для политической рекламы. Закон запрещает вести агитацию путём распределения или обещания денег, работы, бесплатных товаров и услуг.

## Хроника
26 ноября 2018 года Верховная Рада Украины, несмотря на введённое в стране военное положение, утвердила день проведения выборов — 31 марта 2019 года.
8 февраля 2019 года Центральная избирательная комиссия Украины завершила процесс регистрации кандидатов на пост президента Украины. Всего было зарегистрировано 44 кандидата, позднее пятеро из них отказались от участия в выборах, таким образом бюллетени содержали фамилии 39 кандидатов.
В конце февраля и начале марта представители США провели целый ряд встреч с кандидатами в президенты Украины. Так, 27 февраля встречи с наиболее популярным по опросам общественного мнения кандидатом Владимиром Зеленским, а также Петром Порошенко, баллотирующимся на второй срок, провели спецпредставитель Госдепартамента США по Украине Курт Волкер и посол США на Украине Мари Йованович. 7 марта заместитель госсекретаря США Дэвид Хэйл провёл новые встречи с основными кандидатами на пост президента Украины. Об этом он сообщил на пресс-конференции в тот же день в Киеве.
22 марта на Украине разразился предвыборный скандал, связанный с поездкой кандидата в президенты Украины Юрия Бойко в Россию на встречу с премьер-министром России Дмитрием Медведевым, на которой обсуждалось состояние двусторонних торгово-экономических отношений, в том числе в газовой сфере. На встрече присутствовали председатель правления ПАО «Газпром» Алексей Миллер и глава политического совета украинской партии «Оппозиционная платформа — За жизнь» Виктор Медведчук. Позднее в тот же день Служба безопасности Украины начала проверку законности визита кандидата в президенты Украины в Россию. На эту встречу также отреагировали в Верховной раде Украины. Так, зампредседателя Верховной рады, депутат от партии «Блок Петра Порошенко» Ирина Геращенко, комментируя сообщения о встрече Бойко и Медведева, заявила в своём Facebook, что единственная команда, которая «будет грызться и драться за мир через победу, а не капитуляции, за вступление в НАТО и ЕС», — это команда действующего украинского лидера Петра Порошенко. В свою очередь, депутат Рады от «Народного фронта» Антон Геращенко заявил, что встреча Медведчука и Бойко с Медведевым — «попытка Кремля мобилизовать пророссийских избирателей на Украине отдать свои голоса за Бойко».
ЦИК постановила, что голосование не будет проводиться на не подконтрольной территории Украины (АР Крым, город Севастополь и на некоторых районах Донецкой и Луганской областей).
31 марта 2019 года участки открылись в 8:00 по местному времени (UTC+3). На пост президента претендовали 39 человек. Явка составила 62,8 %. По результатам голосования во второй тур вышли Владимир Зеленский (30,24 % голосов) и Пётр Порошенко (15,95 % голосов).
19 апреля 2019 года в 19:00 по местному времени на НСК «Олимпийский» состоялись дебаты между Петром Порошенко и Владимиром Зеленским. По оценкам Нацполиции Украины, на стадионе присутствовало свыше 22 тысяч человек.
21 апреля 2019 года был проведён второй тур выборов, в котором участвовали Пётр Порошенко и Владимир Зеленский. Избирательные участки на территории Украины работали с 8:00 до 20:00 по местному времени. Итоговая явка избирателей составила 61,37 %.
По предварительным результатам Центральной избирательной комиссии Украины и опросам экзитполов, Зеленский безоговорочно опережал соперника во втором туре: за него проголосовало более 73 % избирателей, за Порошенко — около 24 %. После обнародования предварительных результатов Порошенко признал поражение. По завершении подсчёта голосов указанные данные подтвердились: Зеленский — 73,23 %, Порошенко — 24,46 %.
Поздравления с победой на выборах Зеленскому передали действующий президент Украины Пётр Порошенко, президент США Дональд Трамп, президент Франции Эмманюэль Макрон, президент Белоруссии Александр Лукашенко, министр иностранных дел Великобритании Джереми Хант, президент Польши Анджей Дуда, президент Азербайджана Ильхам Алиев, премьер-министр Канады Джастин Трюдо, премьер-министр Грузии Мамука Бахтадзе, премьер-министр Армении Никол Пашинян, главы МИД Литвы и Латвии Линас Линкявичюс и Эдгарс Ринкевичс, канцлер Австрии Себастьян Курц, министр иностранных дел Швеции Маргот Вальстрём.
25 апреля президент России Владимир Путин заявил, что Россия готова «восстанавливать отношения с Украиной в полном объёме», но не может сделать это «в одностороннем порядке». Он отметил: «Если приходящие к власти люди в Киеве найдут в себе силы реализовать минские соглашения, то мы будем всячески этому содействовать и будем делать все, чтобы нормализовать ситуацию на юго-востоке Украины».
25 апреля 2019 года Владимир Зеленский заявил, что Центральная избирательная комиссия Украины умышленно затягивает официальное объявление итогов голосования, чтобы его инаугурация состоялась после 27 мая 2019 года и он не смог распустить Верховную Раду. Заместитель председателя Центризбиркома Евгений Радченко заявил, что считает обвинения победителя президентских выборов Владимира Зеленского в затягивании объявления результатов безосновательными, а ЦИК работает «с опережением графика».
26 апреля 2019 года Центральная избирательная комиссия Украины приняла оригиналы протоколов об итогах повторного голосования окружных избирательных комиссий всех 199 территориальных избирательных округов на Украине, но осталось составить протокол об итогах голосования в зарубежном избирательном округе, где функции окружной избирательной комиссии выполняет сама Центральная избирательная комиссия Украины.
30 апреля 2019 года Центральная избирательная комиссия Украины подвела официальные итоги второго тура президентских выборов.
3 мая 2019 года информация о победителе президентских выборов была размещена в издании Верховной Рады газете «Голос Украины» и правительственной газете «Правительственный курьер».

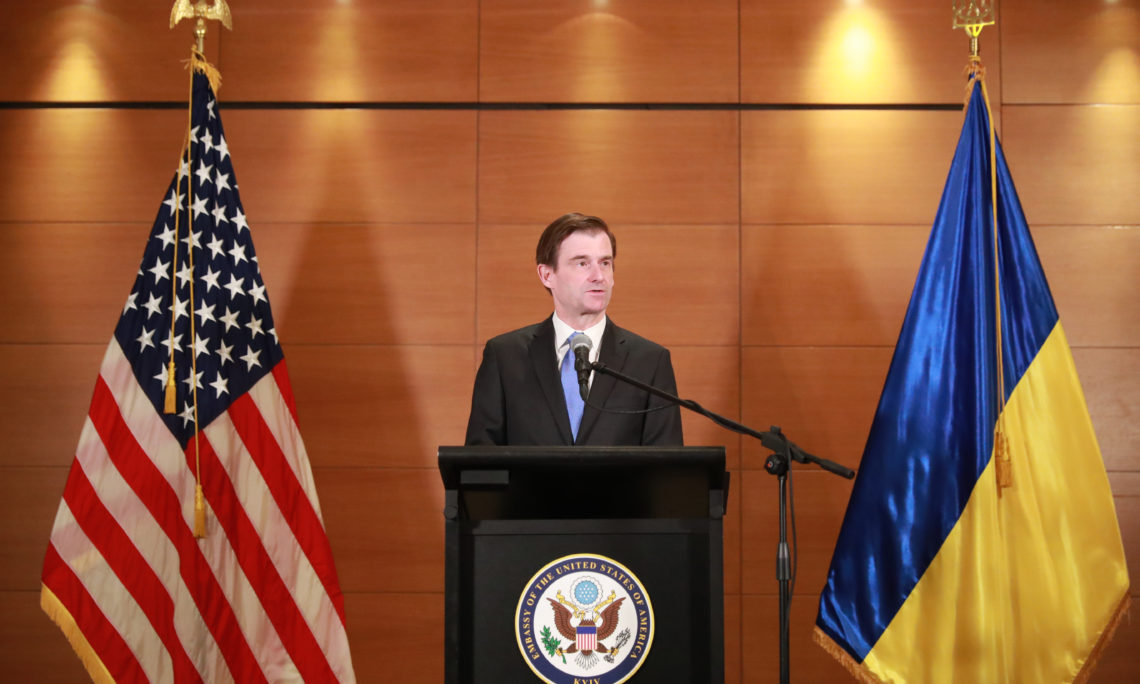
Выступление Дэвида Хэйла после встречи с основными кандидатами на пост президента Украины в Киеве 7 марта 2019 года: «… США поддерживают народ Украины и демократический процесс, а не какого-то конкретного кандидата. Это будет ключевым тестом развития украинской демократии, и мы ожидаем свободных и честных выборов. И когда выборы пройдут, США продолжат работу над стратегическими отношениями с Украиной и её народом»
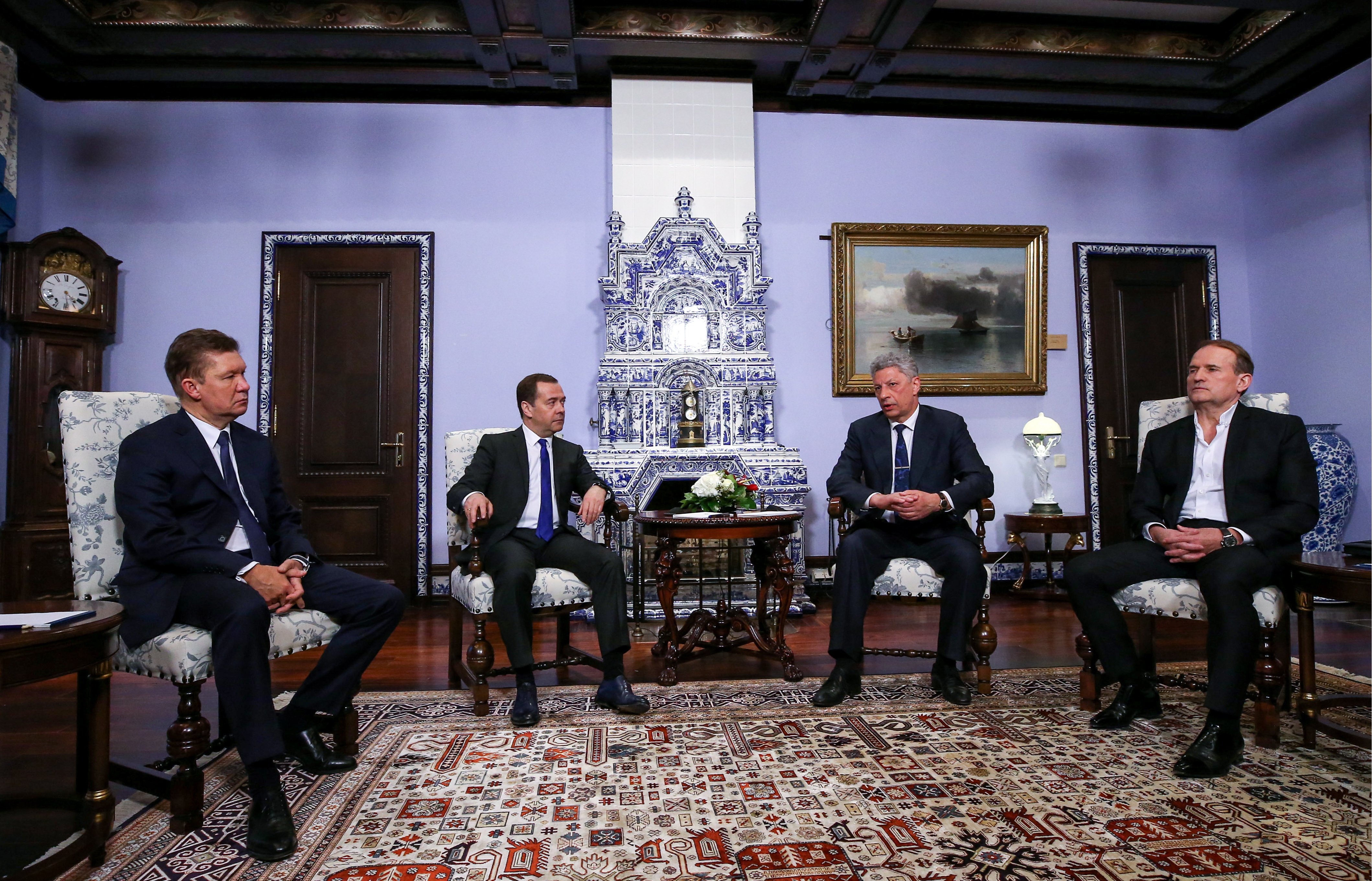
Встреча премьер-министра России Дмитрия Медведева с кандидатом в президенты Украины Юрием Бойко, 22 марта 2019 года, Горки-9.

## Кандидаты
Центральная избирательная комиссия зарегистрировала 44 кандидата на пост президента Украины, пятеро из них сняли свои кандидатуры. Бюллетень для голосования в день выборов содержал фамилии 39 кандидатов, которые представлены в нижеследующей таблице:
| Кандидат              | Деятельность/должность (на момент выдвижения) | Субъект выдвижения                                                        | Ист.   | Дата регистрации |
| --------------------- | --- | ------------------------------------------------------------------------- | ------ | ---------------- |
| Игорь Шевченко        | Президент благотворительной организации «Успешная Украина» | Меритократическая партия Украины                                          | [ 34 ] | 4 января         |
| Сергей Каплин         | Народный депутат Украины | Социал-демократическая партия Украины                                     | [ 35 ] | 8 января         |
| Валентин Наливайченко | Председатель политической партии «Общественно-политическое движение Валентина Наливайченко „Справедливость“»                                                                                               | Общественно-политическое движение Валентина Наливайченко «Справедливость» | [ 35 ] | 8 января         |
| Виталий Скоцик        | Профессор кафедры коневодства и пчеловодства НУБиП | Самовыдвижение                                                            | [ 35 ] | 8 января         |
| Анатолий Гриценко     | Доцент кафедры политологии в Национальном университете «Киево-Могилянская академия», лидер партии «Гражданская позиция»                                                                                    | «Гражданская позиция»                                                     | [ 36 ] | 15 января        |
| Виталий Куприй        | Народный депутат Украины | Самовыдвижение                                                            | [ 37 ] | 15 января        |
| Геннадий Балашов      | Предприниматель, лидер партии «5.10» | «5.10»                                                                    | [ 38 ] | 18 января        |
| Ольга Богомолец       | Народный депутат Украины | Самовыдвижение                                                            | [ 38 ] | 18 января        |
| Александр Шевченко    | Народный депутат Украины | «УКРОП»                                                                   | [ 39 ] | 21 января        |
| Роман Насиров         | Народный депутат Украины, глава Европейской организации налоговых администраций, президент Федерации дзюдо Украины                                                                                         | Самовыдвижение                                                            | [ 39 ] | 21 января        |
| Юрий Бойко            | Народный депутат Украины, Герой Украины, лидер партии «Оппозиционная платформа — За жизнь» | Самовыдвижение                                                            | [ 40 ] | 22 января        |
| Олег Ляшко            | Народный депутат Украины, лидер Радикальной партии Олега Ляшко | «Радикальная партия Олега Ляшко»                                          | [ 41 ] | 25 января        |
| Аркадий Корнацкий     | Народный депутат Украины VIII созыва | Самовыдвижение                                                            | [ 41 ] | 25 января        |
| Александр Вилкул      | Народный депутат Украины | «Оппозиционный блок — Партия мира и развития»                             | [ 41 ] | 25 января        |
| Александр Мороз       | Пенсионер | «Социалистическая партия Александра Мороза»                               | [ 41 ] | 25 января        |
| Юлия Тимошенко        | Народный депутат Украины, лидер партии «Батькивщина» | «Батькивщина»                                                             | [ 43 ] | 25 января        |
| Илья Кива             | Председатель Всеукраинского профессионального союза работников МВД Украины, глава Социалистической партии Украины                                                                                          | «Социалистическая партия Украины»                                         | [ 44 ] | 25 января        |
| Руслан Кошулинский    | Заместитель главы партии Всеукраинское объединение «Свобода» | Всеукраинское объединение «Свобода»                                       | [ 45 ] | 28 января        |
| Александр Данилюк     | Руководитель Общественной организации «ЦЕНТР ОБОРОННЫХ РЕФОРМ», член партии «Общественное движение „Спильна справа“»                                                                                       | Самовыдвижение                                                            | [ 45 ] | 28 января        |
| Сергей Тарута         | Народный депутат Украины VIII созыва, лидер партии «Основа» | «Основа»                                                                  | [ 46 ] | 29 января        |
| Игорь Смешко          | Профессор кафедры международных медиакоммуникаций и коммуникативных технологий в Институте международных отношений Киевского национального университета имени Тараса Шевченко, лидер партии «Сила и честь» | Самовыдвижение                                                            | [ 47 ] | 30 января        |
| Инна Богословская     | Глава Всеукраинской общественной организации «Вече Украины» | Самовыдвижение                                                            | [ 47 ] | 30 января        |
| Владимир Зеленский    | Шоумен, киноактёр, кинорежиссёр, сценарист, продюсер, художественный руководитель и бессменный лидер студии «Квартал-95»                                                                                   | «Слуга народа»                                                            | [ 47 ] | 30 января        |
| Николай Габер         | Помощник-консультант народного депутата Украины, председатель «Патриотической партии Украины» | Самовыдвижение                                                            | [ 48 ] | 1 февраля        |
| Юрий Деревянко        | Народный депутат Украины | «Воля»                                                                    | [ 48 ] | 1 февраля        |
| Роман Бессмертный     | Доцент кафедры международных отношений Киевского национального университета культуры и искусств | Самовыдвижение                                                            | [ 49 ] | 4 февраля        |
| Виктор Бондарь        | Народный депутат Украины, глава партии «Возрождение» | «Возрождение»                                                             | [ 49 ] | 4 февраля        |
| Сергей Носенко        | Старший управляющий директор ООО «Интернешнл Инвестмент Партнерс Украина» | Самовыдвижение                                                            | [ 50 ] | 5 февраля        |
| Виктор Кривенко       | Народный депутат Украины VIII созыва, председатель партии «Народный рух Украины» | «Народный рух Украины»                                                    | [ 50 ] | 5 февраля        |
| Руслан Рыгованов      | Исполняющий обязанности начальника госпредприятия «Севастопольский морской рыбный порт» | Самовыдвижение                                                            | [ 50 ] | 5 февраля        |
| Юрий Тимошенко        | Народный депутат Украины VIII созыва | Самовыдвижение                                                            | [ 51 ] | 6 февраля        |
| Андрей Новак          | Экономист, политолог, общественный деятель | «Патриот»                                                                 | [ 51 ] | 6 февраля        |
| Василий Журавлёв      | Глава Федерации футбола Мариуполя, лидер партии «Стабильность» | «Стабильность»                                                            | [ 51 ] | 6 февраля        |
| Пётр Порошенко        | Действующий президент Украины с 7 июня 2014 года, предприниматель. | Самовыдвижение                                                            | [ 52 ] | 7 февраля        |
| Юрий Кармазин         | Президент Института права и общества, лидер Партии защитников Отечества | Самовыдвижение                                                            | [ 53 ] | 7 февраля        |
| Юлия Литвиненко       | Телеведущая, журналист | Самовыдвижение                                                            | [ 53 ] | 7 февраля        |
| Александр Ващенко     | Руководитель общественной организации «Власть народа» | Самовыдвижение                                                            | [ 53 ] | 7 февраля        |
| Владимир Петров       | Продюсер ООО «Люмпен продакшн», политтехнолог | Самовыдвижение                                                            | [ 54 ] | 7 февраля        |
| Александр Соловьёв    | Полковник милиции в запасе, председатель политической партии «Разумная сила» | «Разумная сила»                                                           | [ 55 ] | 8 февраля        |

## Результаты
|  |  |

| Кандидат                                        | Кандидат                    | Субъект выдвижения                                 | Первый тур | Первый тур | Второй тур | Второй тур |
| Кандидат                                        | Кандидат                    | Субъект выдвижения                                 | Голосов    | %          | Голосов    | %          |
| ----------------------------------------------- | --------------------------- | -------------------------------------------------- | ---------- | ---------- | ---------- | ---------- |
|                                                 | Владимир Зеленский          | Слуга народа                                       | 5 714 034  | 30,24      | 13 541 528 | 73,23      |
|                                                 | Пётр Порошенко              | Самовыдвиженец                                     | 3 014 609  | 15,95      | 4 522 450  | 24,46      |
|                                                 | Юлия Тимошенко              | Батькивщина                                        | 2 532 452  | 13,40      |            |            |
|                                                 | Юрий Бойко                  | Самовыдвиженец                                     | 2 206 216  | 11,68      |            |            |
|                                                 | Анатолий Гриценко           | Гражданская позиция                                | 1 306 450  | 6,91       |            |            |
|                                                 | Игорь Смешко                | Самовыдвиженец                                     | 1 141 332  | 6,04       |            |            |
|                                                 | Олег Ляшко                  | Радикальная партия Олега Ляшко                     | 1 036 003  | 5,48       |            |            |
|                                                 | Александр Вилкул            | Оппозиционный блок — Партия мира и развития        | 784 274    | 4,15       |            |            |
|                                                 | Руслан Кошулинский          | ВО «Свобода»                                       | 307 244    | 1,63       |            |            |
|                                                 | Юрий Тимошенко              | Самовыдвиженец                                     | 117 693    | 0,62       |            |            |
|                                                 | Александр Шевченко          | УКРОП                                              | 109 078    | 0,58       |            |            |
|                                                 | Валентин Наливайченко       | Общественно-политическое движение «Справедливость» | 43 239     | 0,23       |            |            |
|                                                 | Ольга Богомолец             | Самовыдвиженец                                     | 33 966     | 0,18       |            |            |
|                                                 | Геннадий Балашов            | 5.10                                               | 32 872     | 0,17       |            |            |
|                                                 | Роман Бессмертный           | Самовыдвиженец                                     | 27 182     | 0,14       |            |            |
|                                                 | Виктор Бондарь              | Возрождение                                        | 22 564     | 0,12       |            |            |
|                                                 | Юлия Литвиненко             | Самовыдвиженец                                     | 20 014     | 0,11       |            |            |
|                                                 | Юрий Деревянко              | Воля                                               | 19 542     | 0,10       |            |            |
|                                                 | Сергей Тарута               | Основа                                             | 18 918     | 0,10       |            |            |
|                                                 | Игорь Шевченко              | Самовыдвиженец                                     | 18 667     | 0,10       |            |            |
|                                                 | Инна Богословская           | Самовыдвиженец                                     | 18 482     | 0,10       |            |            |
|                                                 | Юрий Кармазин               | Самовыдвиженец                                     | 15 965     | 0,08       |            |            |
|                                                 | Владимир Петров             | Самовыдвиженец                                     | 15 587     | 0,08       |            |            |
|                                                 | Виталий Скоцик              | Самовыдвиженец                                     | 15 118     | 0,08       |            |            |
|                                                 | Сергей Каплин               | Социал-демократическая партия                      | 14 532     | 0,08       |            |            |
|                                                 | Александр Мороз             | Социалистическая партия Александра Мороза          | 13 139     | 0,07       |            |            |
|                                                 | Виктор Кривенко             | Народный Рух Украины                               | 9243       | 0,05       |            |            |
|                                                 | Василий Журавлёв            | «Стабильность»                                     | 8453       | 0,04       |            |            |
|                                                 | Илья Кива                   | Социалистическая партия Украины                    | 5869       | 0,03       |            |            |
|                                                 | Андрей Новак                | Патриотическая партия                              | 5587       | 0,03       |            |            |
|                                                 | Александр Ващенко           | Самовыдвиженец                                     | 5503       | 0,03       |            |            |
|                                                 | Николай Габер               | Самовыдвиженец                                     | 5433       | 0,03       |            |            |
|                                                 | Александр Соловьёв          | Разумная Сила                                      | 5331       | 0,03       |            |            |
|                                                 | Руслан Рыгованов            | Самовыдвиженец                                     | 5230       | 0,03       |            |            |
|                                                 | Александр Данилюк           | Самовыдвиженец                                     | 4648       | 0,02       |            |            |
|                                                 | Виталий Куприй              | Самовыдвиженец                                     | 4508       | 0,02       |            |            |
|                                                 | Аркадий Корнацкий           | Самовыдвиженец                                     | 4494       | 0,02       |            |            |
|                                                 | Сергей Носенко              | Самовыдвиженец                                     | 3114       | 0,02       |            |            |
|                                                 | Роман Насиров               | Самовыдвиженец                                     | 2579       | 0,01       |            |            |
| Недействительных бюллетеней                     | Недействительных бюллетеней | Недействительных бюллетеней                        | 224 600    | 1,18       | 427 841    | 2,31       |
| Всего                                           | Всего                       | Всего                                              |            | 100        |            | 100        |
| Явка избирателей                                | Явка избирателей            | Явка избирателей                                   | 18 893 864 | 62,8       | 18 491 837 | 61,37      |
| Источник: ЦИК Украины - Первый тур - Второй тур |                             |                                                    |            |            |            |            |

## Социологические опросы
Опросы общественного мнения для президентских выборов на Украине:

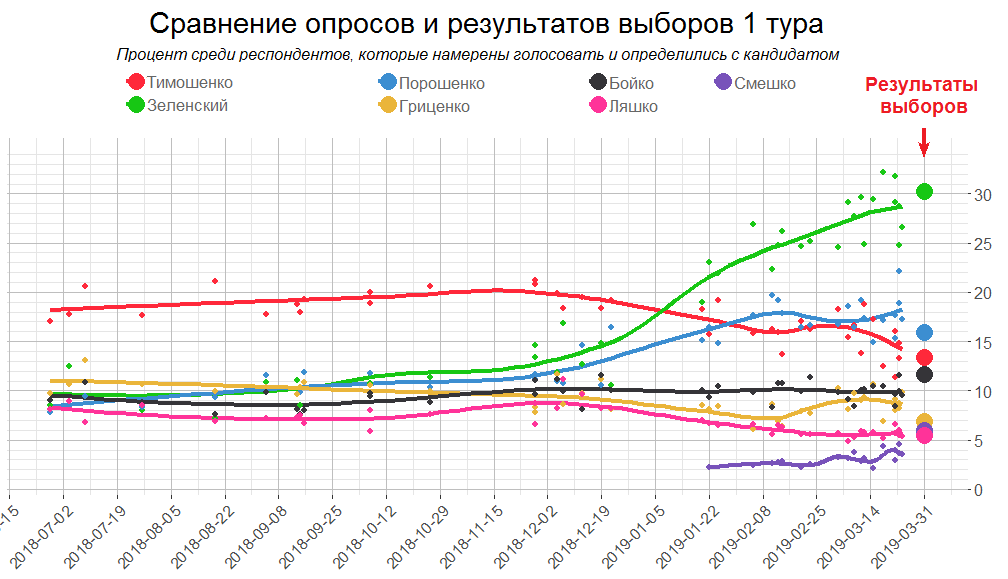
График построен на основе данных социологических компаний
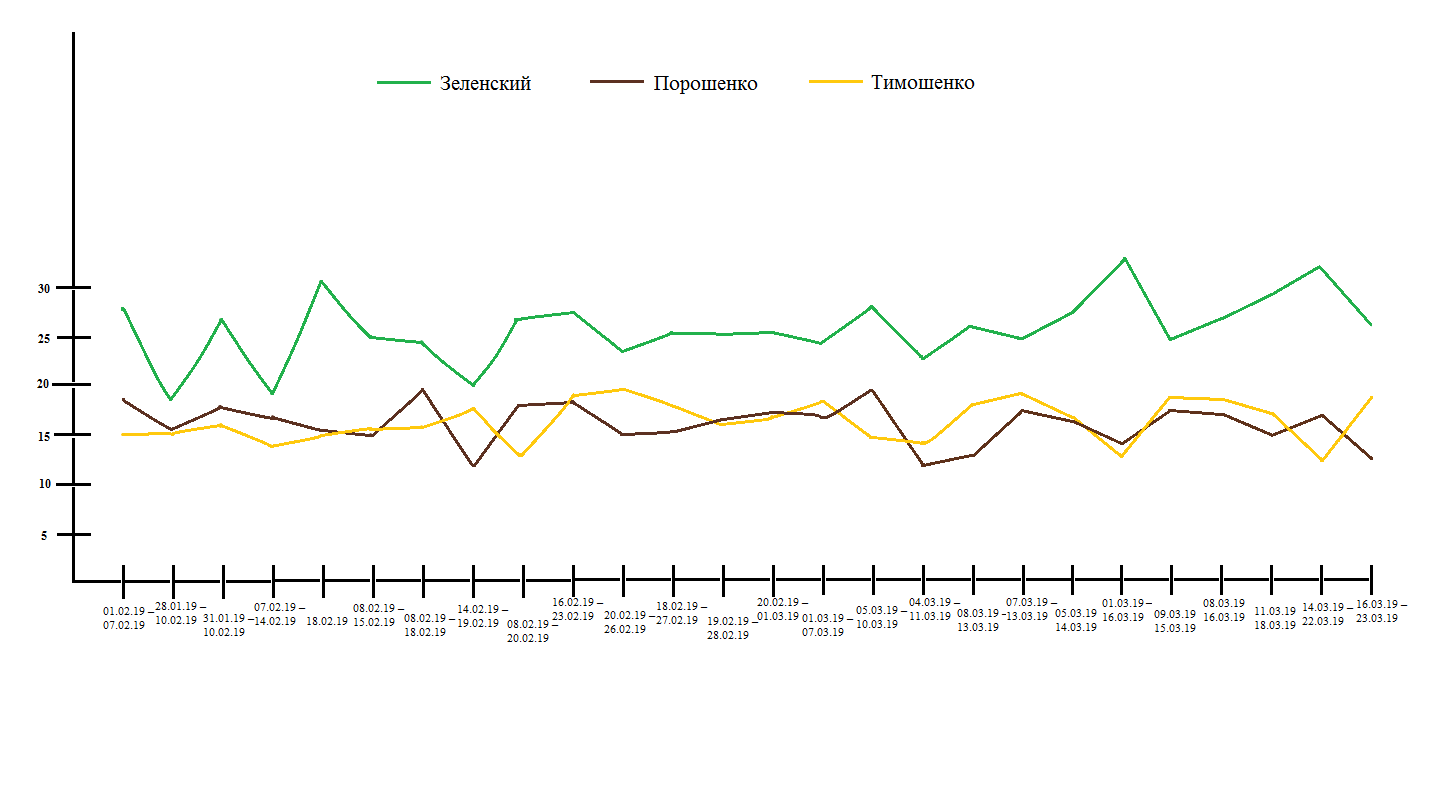
Рейтинги лидеров согласно данным опросов
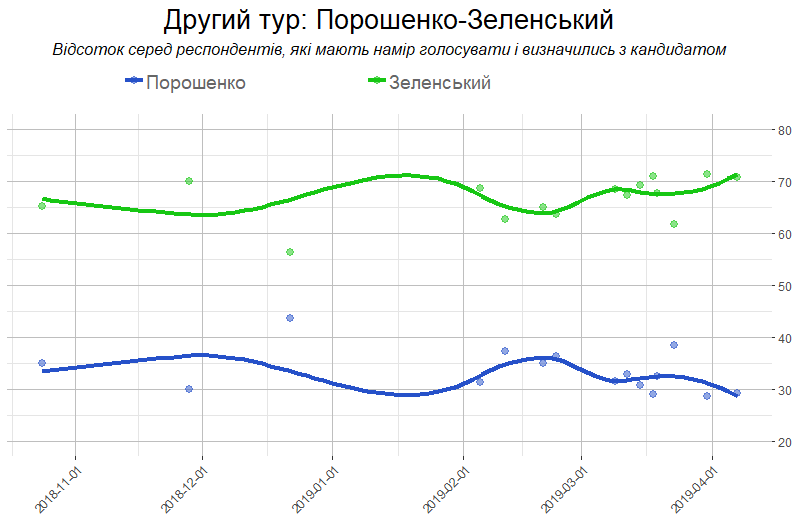
Второй тур: Зеленский - Порошенко. График построен на основе данных социологических компаний